# Station Knieje
Station Knieje is een spoorwegstation in de Poolse plaats Jaworzno.